# دبیرکل حزب کمونیست ویتنام
دبیرکل کمیته مرکزی حزب کمونیست ویتنام (ویتنامی: Tổng Bí thư Ban Chấp hành Trung ương Đảng Cộng sản Việt Nam) که از ۱۹۵۱ تا ۱۹۷۶ به دبیر اول شناخته می‌شد، بالاترین مقام در حزب کمونیست ویتنام است. دبیرکلی در دورهٔ ریاست هو شی مین دومین مقام عالی حزب بود. دبیرکل همچنین دبیر کمیسیون مرکزی نظامی، ارگان اصلی حزب در خصوص امور نظامی است. مقام دبیرکل در برهه‌ای از تاریخ خود مشابه رهبر ویتنام بوده‌است. نگوین فو ترونگ دبیرکل فعلی در رتبه‌بندی دفتر سیاسی در رتبهٔ هشتم است.